# Lady Xoc
Lady Xoc, död 742, var drottning av mayastaten Yaxchilán 681-742 som gift med kung Itzamnaaj Bahlam III.
Hon gifte sig med sin systerson Itzamnaaj Bahlam III för att legitimera hans tronbestigning genom sin börd. Han var gift med två andra kvinnor, men hon blev genom sin börd hans huvudhustru och drottning. 
Lady Xoc är uppmärksammad på grund av de många avbildningar som förekommer av henne. Hon spelade en framträdande plats i den kungliga representationen, och dessa avbildningar har varit till hjälp för forskare vid rekonstruktionen av kungliga kvinnors roll i mayakulturen. Hon avbildas då hon utför religiösa offerritualer, av en art som inte förekommer i avbildningarna av andra mayakvinnor. 
När hennes make-systerson dog 742, tog hans andra hustru Lady Eveningstar makten. 